# Liste der Stolpersteine im Kölner Stadtteil Brück
Die Liste der Stolpersteine im Kölner Stadtteil Brück führt die vom Künstler Gunter Demnig verlegten Stolpersteine im Kölner Stadtteil Brück auf.
Die Liste der Stolpersteine beruht auf den Daten und Recherchen des NS-Dokumentationszentrums der Stadt Köln, zum Teil ergänzt um Informationen und Anmerkungen aus Wikipedia-Artikeln und externen Quellen. Ziel des Kunstprojektes ist es, biografische Details zu den Personen, die ihren (letzten) freiwillig gewählten Wohnsitz in Köln hatten, zu dokumentieren, um damit ihr Andenken zu bewahren.
Anmerkung: Vielfach ist es jedoch nicht mehr möglich, eine lückenlose Darstellung ihres Lebens und ihres Leidensweges nachzuvollziehen. Insbesondere die Umstände ihres Todes können vielfach nicht mehr recherchiert werden. Offizielle Todesfallanzeigen aus den Ghettos, Haft-, Krankenanstalten sowie den Konzentrationslagern können oft Angaben enthalten, die die wahren Umstände des Todes verschleiern, werden aber unter der Beachtung dieses Umstandes mitdokumentiert.
| Bild                                                   | Name sowie Details zur Inschrift | Adresse | Zusätzliche Informationen |
| ------------------------------------------------------ | --- | --- | --- |
| Kopfstein Am Wildwechsel 10                            | Am Wildwechsel 10 1943 wurden in diesem Hause 3 jüdische Familien gezwungen, gemeinsam auf ihre Deportation in ein KZ zu warten                                               | Am Wildwechsel 10 (Standort)                                                                                       | Kopfsteine Am Wildwechsel 10 |
| Stolperstein für Berta Beck (Am Wildwechsel 10)        | Hier wohnte '43-'44 Berta Beck, geb. Schönfeld (Jahrgang 1886) Deportation Angeordnet 1944 Versteckt-Überlebt                                                                 | Am Wildwechsel 10 (Standort)                                                                                       | |
| Stolperstein für Rolf Beck (Am Wildwechsel 10)         | Hier wohnte 43-44 Rolf Beck (Jahrgang 1918) Deportation Angeordnet 1944 Versteckt-Überlebt                                                                                    | Am Wildwechsel 10 (Standort)                                                                                       | |
| Stolperstein für Viktoria Beck (Am Wildwechsel 10)     | Hier wohnte '43-'44 Viktoria Beck (Jahrgang 1913) Deportation Angeordnet 1944 Versteckt-Überlebt                                                                              | Am Wildwechsel 10 (Standort)                                                                                       | |
| Stolperstein für Wilhelm Beck (Am Wildwechsel 10)      | Hier wohnte '43-'44 Wilhelm Beck (Jahrgang 1889) Deportation Angeordnet 1944 Versteckt-Überlebt                                                                               | Am Wildwechsel 10 (Standort)                                                                                       | |
| Stolperstein für Peter Hagen (Pohlstadtsweg 437)       | Hier wohnte Peter Hagen (Jahrgang 1889) Gewerkschafter Ermordet im KZ Buchenwald                                                                                              | Pohlstadtsweg 437 (Standort)                                                                                       | Politisch verfolgter Gewerkschafter |
| Stolperstein für Elisabeth Heuser (Am Wildwechsel 10)  | Hier wohnte '43-'44 Elisabeth Heuser, geb. Lisek (Jahrgang 1910) Deportation Angeordnet 1944 Versteckt-Überlebt                                                               | Am Wildwechsel 10 (Standort)                                                                                       | |
| Stolperstein für Walter Heuser (Am Wildwechsel 10)     | Hier wohnte '43-'44 Walter Heuser (Jahrgang 1907) Deportation Angeordnet 1944 Versteckt-Überlebt                                                                              | Am Wildwechsel 10 (Standort)                                                                                       | |
| Stolperstein für Wolfgang Heuser (Am Wildwechsel 10)   | Hier wohnte '43-'44 Wolfgang Heuser (Jahrgang 1930) Deportation Angeordnet 1944 Versteckt-Überlebt                                                                            | Am Wildwechsel 10 (Standort)                                                                                       | |
| Stolperstein für Heinrich Lippert (Am Wildwechsel 10)  | Hier wohnte '37-'44 Heinrich Lippert (Jahrgang 1899) Deportation Angeordnet 1944 Versteckt-Überlebt                                                                           | Am Wildwechsel 10 (Standort)                                                                                       | |
| Stolperstein für Helga Lippert (Am Wildwechsel 10)     | Hier wohnte 37-44 Helga Lippert (Jahrgang 1928) Deportation Angeordnet 1944 Versteckt-Überlebt                                                                                | Am Wildwechsel 10 (Standort)                                                                                       | |
| Stolperstein für Rosa Lippert (Am Wildwechsel 10)      | Hier wohnte '37-'44 Rosa Lippert, geb. Marx (Jahrgang 1900) Deportation Angeordnet 1944 Versteckt-Überlebt                                                                    | Am Wildwechsel 10 (Standort)                                                                                       | |
| Stolperstein für Walter Lippert (Am Wildwechsel 10)    | Hier wohnte '37-'44 Walter Lippert (Jahrgang 1926) Deportation Angeordnet 1944 Versteckt-Überlebt                                                                             | Am Wildwechsel 10 (Standort)                                                                                       | Der Stolperstein erinnert an Walter Lippert, geboren 1926. Walter Lippert war Schüler am Realprogymnasium Blücherstraße in Nippes und überlebte den Holocaust. Er gehörte zur Komtur des Ritterorden vom Heiligen Grab zu Jerusalem und starb 2021. |
| Stolperstein für Emil Karl Überberg (Brücker Mauspfad) | Hier wohnte Emil Karl Überberg (Jahrgang 1898) Eingewiesen 1938 Heilanstalt Düren 'Verlegt' 11. April 1940 Landes-Pflegeanstalt Brandenburg Ermordet 12. April 1940 Aktion T4 | Brücker Mauspfad (Bushaltestelle Brücker Mauspfad Köln-Brück, Richtung Köln-Dellbrück vor Unterführung) (Standort) | Der im März 2013 verlegte Stolperstein erinnert an Emil Karl Überberg, geboren am 7. Februar 1898 in Köln. Der Frisör Emil Karl Überberg war der erste Sohn von Karl August Überberg und Katharina Überberg, (geb. Oberzier) und hatte einen Bruder Karl/Carl Überberg (geb. 15. September 1902). Emil Karl Überberg war mit Wanda Galkowsky verheiratet, gemeinsam hatten sie zwei Kinder, Hortense (genannt Horty, geb. 1922) und Karl August (genannt Wolfgang, geb. 1924). Die gesamte Familie Überberg lebte, nachdem der Vater Karl August Überberg Senior dort Verwalter geworden war, auf dem Mauserhof in Köln-Brück. Im Februar 1937 richtete sich die örtliche Hitlerjugend dort ein HJ-Heim ein. Im Juni desselben Jahres kam es zu einem Streit zwischen den Eheleuten Wanda und Emil Überberg und der HJ, worauf Emil Überberg am 30. Juni 1937 wegen „Verstoßes gegen das Heimtückegesetz“ verhaftet wurde. In der Folge wurde angeordnet die Eheleute auf ihren „Geisteszustand“ untersuchen zu lassen. Der Gerichtsarzt diagnostizierte bei Emil Überberg „Wahnvorstellungen und Schizophrenie“ und bei Wanda Überberg eine „endogene Schizophrenie“ und empfahl die Unterbringung in einer Heil- und Pflegeanstalt. Nach Aufhebung des Haftbefehls gegen Emil Überberg und einstweiligen Unterbringungsbefehls wurde auch Emil Überberg am 9. März 1938 nach Düren verbracht. Von dort wurde er am 2. März 1940 nach Waldheim in Sachsen und am 11. April 1940, im Rahmen der Aktion T4, in die Tötungsanstalt Brandenburg verlegt. Am 28. Mai 1940 wurde Wanda Überberg aus der Landesanstalt Hartheim informiert, dass ihr Ehemann am 27. Mai 1940 „an den Folgen der Ruhr“ gestorben ist. Später wurde den Angehörigen eine Urne übergeben, welche auf dem Kalker Friedhof beigesetzt wurde. Ein Grabstein zum Gedenken an Emil Überberg befindet sich auf dem Westfriedhof in Köln. |
| Stolperstein für Wanda Überberg (Brücker Mauspfad)     | Hier wohnte Wanda Überberg, (geb. Glakowsky) (Jahrgang 1895) Eingewiesen Dez. 1937 Heilanstalt Düren Entlassen 1941                                                           | Brücker Mauspfad (Bushaltestelle Brücker Mauspfad Köln-Brück, Richtung Köln-Dellbrück vor Unterführung) (Standort) | Der am 11. September 2018 verlegte Stolperstein erinnert an Wanda Überberg (geb. Galkowsky), geboren 1895. Wanda Galkowsky war mit Emil Karl Überberg verheiratet, gemeinsam hatten sie zwei Kinder, Hortense (genannt Horty, geb. 1922) und Karl August (genannt Wolfgang, geb. 1924). Die gesamte Familie Überberg lebte, nachdem ihr Schwiegervater Karl August Überberg Senior dort Verwalter geworden war, auf dem Mauserhof in Köln-Brück. Im Februar 1937 richtete sich die örtliche Hitlerjugend dort ein HJ-Heim ein. Im Juni desselben Jahres kam es zu einem Streit zwischen den Eheleuten Wanda und Emil Überberg und der HJ, worauf Emil Überberg am 30. Juni 1937 wegen „Verstoßes gegen das Heimtückegesetz“ verhaftet wurde. In der Folge wurde angeordnet die Eheleute auf ihren „Geisteszustand“ untersuchen zu lassen. Der Gerichtsarzt diagnostizierte bei Emil Überberg „Wahnvorstellungen und Schizophrenie“ und bei Wanda Überberg eine „endogene Schizophrenie“ und empfahl die Unterbringung in einer Heil- und Pflegeanstalt. Wanda Überberg wurde am 27. Dezember 1937 in die Heil- und Pflegeanstalt Düren gebracht. Am 28. Mai 1940 wurde Wanda Überberg aus der Landesanstalt Hartheim informiert, dass ihr Ehemann am 27. Mai 1940 „an den Folgen der Ruhr“ gestorben ist. Wanda Überberg wurde am 28. März 1941 aus der Dürener Heil- und Pflegeanstalt entlassen und wanderte später nach England aus, dort starb sie am 3. Dezember 1981 in Thame/Oxford. |

## Quelle
- NS-Dokumentationszentrum – Stolpersteine | Erinnerungsmale für die Opfer des Nationalsozialismus (Stadtteilliste Brück)